# Leverpoortader
De leverpoortader, ook kortweg poortader,  of vena portae hepatis is een ader die bloed van de darmen, maag, milt en alvleesklier (pancreas) naar de lever vervoert. De leverpoortader ontstaat daar waar de vena mesenterica superior en de vena lienalis samenkomen. Hij staat met geen enkel orgaan in direct contact, behalve met de lever waarin de ader uitmondt. De ader vervoert voedingsstoffenrijk bloed met een lage zuurstofinhoud. De lever krijgt vanuit een aparte leverslagader, de arteria hepatica, ook zuurstofrijk bloed aangeleverd. De lever heeft dus twee bloedtoevoerkanalen. Ongeveer 70% van het bloed dat de lever ontvangt, is afkomstig uit de leverpoortader. Omdat dit aandeel veel groter is dan de arteria hepatica, verkrijgt de lever een groot deel van zijn zuurstof uit het partieel gedeoxygeneerd bloed van de leverpoortader.
De poortader splitst zich voordat hij de lever binnenkomt in een rechter- en een linkertak (ramus dexter en ramus sinister), waarna naar ieder leversegment een aparte aftakking loopt.
Normaliter vervoeren de aders zuurstofarm bloed van een orgaan naar het hart. Via het hart komt het bloed dan in de longen terecht, waar het weer zuurstof opneemt. In die zin is de poortader bijzonder, omdat deze het bloed niet naar het hart maar naar de lever voert. Het bloed verlaat de lever via de leveraders (venae hepaticae).
Het bloed in de poortader bevat alle stoffen (zowel voedingsstoffen alsook gifstoffen, suikers, zouten etc.) die door de darmen zijn opgenomen. In de lever wordt dit bloed verwerkt. Als de voedingstoffen (suikers, zouten) rechtstreeks in de bloedbaan zouden komen zonder tussenkomst van de lever zou de osmotische waarde van het bloed te hoog oplopen. De pancreas-hormonen bereiken via de poortader de lever. Ook verwijdert de lever de meeste gifstoffen (alsook de afvalresten van rode bloedcellen afkomstig van de milt) uit het bloed voordat deze in de rest van het lichaam kunnen komen. Veel medicamenten worden in de lever meteen omgezet in andere (al dan niet werkzame) stoffen. Het poortaderstelsel maakt dat sommige stoffen niet of nauwelijks de bloedcirculatie kunnen bereiken.  Dit wordt het first-pass-effect genoemd.